# Гудымовка (Лебединский район)
Гудымовка (укр. Гудимівка) — село,
Калюжненский сельский совет,
Лебединский район,
Сумская область,
Украина.
Код КОАТУУ — 5922983703. Население по переписи 2001 года составляло 93 человека.

## Географическое положение
Село Гудымовка находится у истоков реки Будылка.
На расстоянии в 1 км расположено село Калюжное.

## Известные уроженцы
- Бразоль, Юлия Николаевна (1856—1919) — художница, скульптор.
- Руденко, Семён Андреевич (1904—1967) — Герой Социалистического Труда.